# Robert de Palatinat-Simmern (1420-1478)
Robert de Pfalz-Simmern (également  von Bayern; né en 1416 et mort le octobre 1478 à Saverne) fut prince-évêque de Strasbourg de 1439 à 1478 et landgrave d'Alsace sous le règne des empereurs Albert II et  Frédéric III, les pontificats de Eugène IV à  Sixte IV. Il fut assisté d'un évêque auxiliaire, le dominicain Jacques, évêque titulaire in partibus infidelium d'Ascalon (de), et son supérieur hiérarchique était le métropolite de Mayence Dietrich Schenk von Erbach, Thierry d'Isembourg, et finalement Adolphe II de Nassau.

## Origines familiales et parentés princières

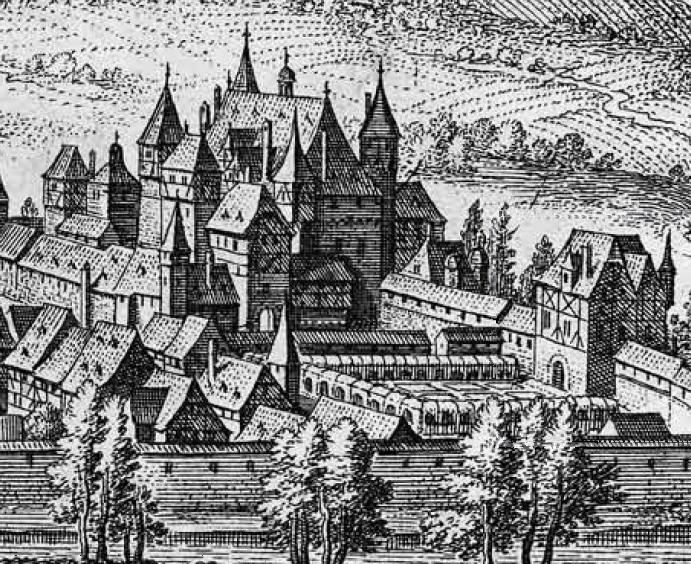
Château de Simmern, gravure Merian 1648

Robert est issu de la maison princière des Wittelsbach, branche palatine. Il était le fils du comte palatin Étienne de Simmern-Deux-Ponts et d'Anne de Veldenz, fille du dernier comte de Veldenz, Frédéric.
Il est le cousin de son successeur, Albrecht von Pfalz-Mosbach, issu d'une des quatre branches des comtes palatins du Rhin de la maison des Wittelsbach car leurs pères (Othon et Étienne)  sont frères et fils du roi des Romains Robert Ier du Saint-Empire.
Albrecht appartient à la  branche Pfalz-Mosbach-Neumarkt qui s'est éteinte deux générations plus tard alors que Robert fait partie de la branche Pfalz-Simmern qui existe aujourd'hui encore.
|  |                                                          |  |  |  |  |  |  |  |  |  |  |  |  |
|  | Robert II du Palatinat Électeur palatin                  |  |  |  |  |  |  |  |  |  |  |  |  |
|  |                                                          |  |  |  |  |  |  |  |  |  |  |  |  |
|  |                                                          |  |  |  |  |  |  |  |  |  |  |  |  |
|  | père Robert Ier de Bavière, Roi de Germanie              |  |  |  |  |  |  |  |  |  |  |  |  |
|  |                                                          |  |  |  |  |  |  |  |  |  |  |  |  |
|  |                                                          |  |  |  |  |  |  |  |  |  |  |  |  |
|  | Béatrice d'Aragon                                        |  |  |  |  |  |  |  |  |  |  |  |  |
|  |                                                          |  |  |  |  |  |  |  |  |  |  |  |  |
|  |                                                          |  |  |  |  |  |  |  |  |  |  |  |  |
|  | Étienne de Pfalz-Simmern-Zweibrücken                     |  |  |  |  |  |  |  |  |  |  |  |  |
|  |                                                          |  |  |  |  |  |  |  |  |  |  |  |  |
|  |                                                          |  |  |  |  |  |  |  |  |  |  |  |  |
|  | Frédéric V de Nuremberg, (/1333-1398), burgrave          |  |  |  |  |  |  |  |  |  |  |  |  |
|  |                                                          |  |  |  |  |  |  |  |  |  |  |  |  |
|  |                                                          |  |  |  |  |  |  |  |  |  |  |  |  |
|  | Élisabeth de Nuremberg (1358–1411)                       |  |  |  |  |  |  |  |  |  |  |  |  |
|  |                                                          |  |  |  |  |  |  |  |  |  |  |  |  |
|  |                                                          |  |  |  |  |  |  |  |  |  |  |  |  |
|  | Élisabeth de Misnie (1339-1375)                          |  |  |  |  |  |  |  |  |  |  |  |  |
|  |                                                          |  |  |  |  |  |  |  |  |  |  |  |  |
|  |                                                          |  |  |  |  |  |  |  |  |  |  |  |  |
|  | Robert de Pfalz-Simmern                                  |  |  |  |  |  |  |  |  |  |  |  |  |
|  |                                                          |  |  |  |  |  |  |  |  |  |  |  |  |
|  |                                                          |  |  |  |  |  |  |  |  |  |  |  |  |
|  | Heinrich III. von Veldenz († 1389), comte de Veldenz,    |  |  |  |  |  |  |  |  |  |  |  |  |
|  |                                                          |  |  |  |  |  |  |  |  |  |  |  |  |
|  |                                                          |  |  |  |  |  |  |  |  |  |  |  |  |
|  | Frédéric III de Veldenz († 1444), comte de Veldenz,      |  |  |  |  |  |  |  |  |  |  |  |  |
|  |                                                          |  |  |  |  |  |  |  |  |  |  |  |  |
|  |                                                          |  |  |  |  |  |  |  |  |  |  |  |  |
|  | Loretta von Sponheim-Starkenburg, comtesse de Sponheim   |  |  |  |  |  |  |  |  |  |  |  |  |
|  |                                                          |  |  |  |  |  |  |  |  |  |  |  |  |
|  |                                                          |  |  |  |  |  |  |  |  |  |  |  |  |
|  | Anne de Veldenz                                          |  |  |  |  |  |  |  |  |  |  |  |  |
|  |                                                          |  |  |  |  |  |  |  |  |  |  |  |  |
|  |                                                          |  |  |  |  |  |  |  |  |  |  |  |  |
|  | Johann I. von Nassau-Weilburg († 1371), comte de Nassau  |  |  |  |  |  |  |  |  |  |  |  |  |
|  |                                                          |  |  |  |  |  |  |  |  |  |  |  |  |
|  |                                                          |  |  |  |  |  |  |  |  |  |  |  |  |
|  | Marguerite de Nassau-Sarrebruck, comtesse (†1427)        |  |  |  |  |  |  |  |  |  |  |  |  |
|  |                                                          |  |  |  |  |  |  |  |  |  |  |  |  |
|  |                                                          |  |  |  |  |  |  |  |  |  |  |  |  |
|  | Johanna von Saarbrücken († 1381), comtesse de Sarrebruck |  |  |  |  |  |  |  |  |  |  |  |  |
|  |                                                          |  |  |  |  |  |  |  |  |  |  |  |  |
|  |                                                          |  |  |  |  |  |  |  |  |  |  |  |  |

Les tantes de Robert et Albrecht sont duchesse ou comtesse :
- Marguerite de Bavière, épouse Charles II, duc de Lorraine ;
- Agnès de Bavière, épouse d'Adolphe Ier, duc de Clèves ;
- Élisabeth de Bavière, épouse de  Frédéric IV d'Autriche, comte de Tyrol.

Leurs oncles respectifs sont : 
- Frédéric de Bavière, comte palatin ;
- Louis III du Palatinat, électeur palatin du Rhin ;
- Jean de Bavière, comte palatin du Haut-Rhin, père de Christophe de Bavière, roi de Suède ;
- Étienne de Bavière, comte palatin de Simmern-Deux-Ponts ;
- Othon de Bavière, comte palatin de Mosbach.

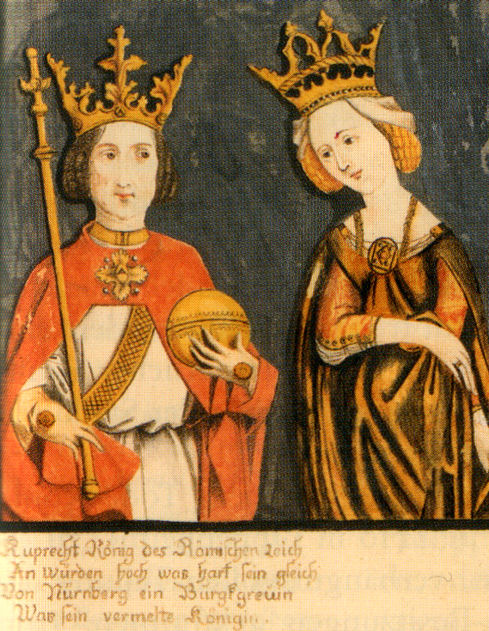
Son grand-père Robert Ier de Bavière, Roi de Germanie
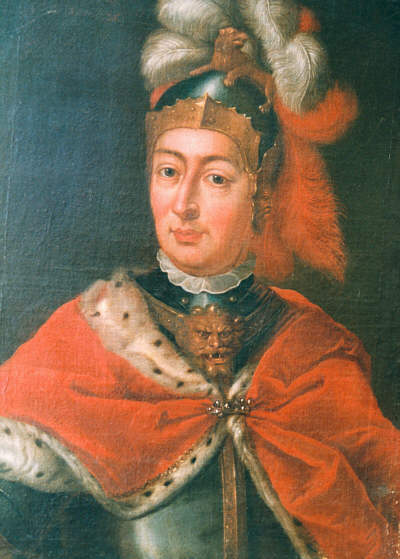
Son père Étienne de Pfalz-Simmern-Zweibrücken, comte palatin
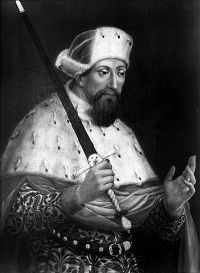
Son oncle Louis III de Bavière, Électeur palatin
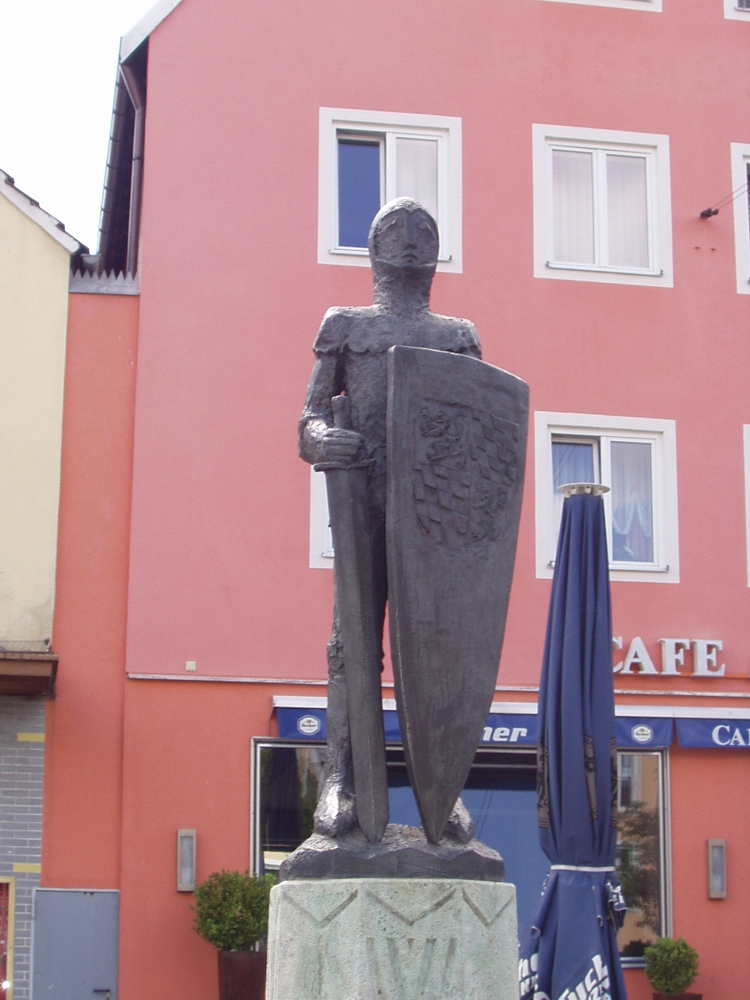
Son oncle Jean de Pfalz-Neumarkt, comte palatin de Neumarkt, duc de Bavière
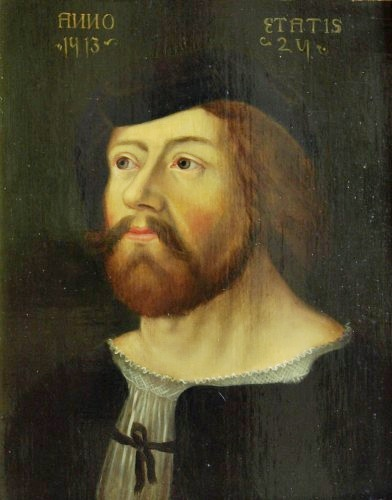
Son oncle Othon de Pfalz-Mosbach, comte palatin de Mosbach
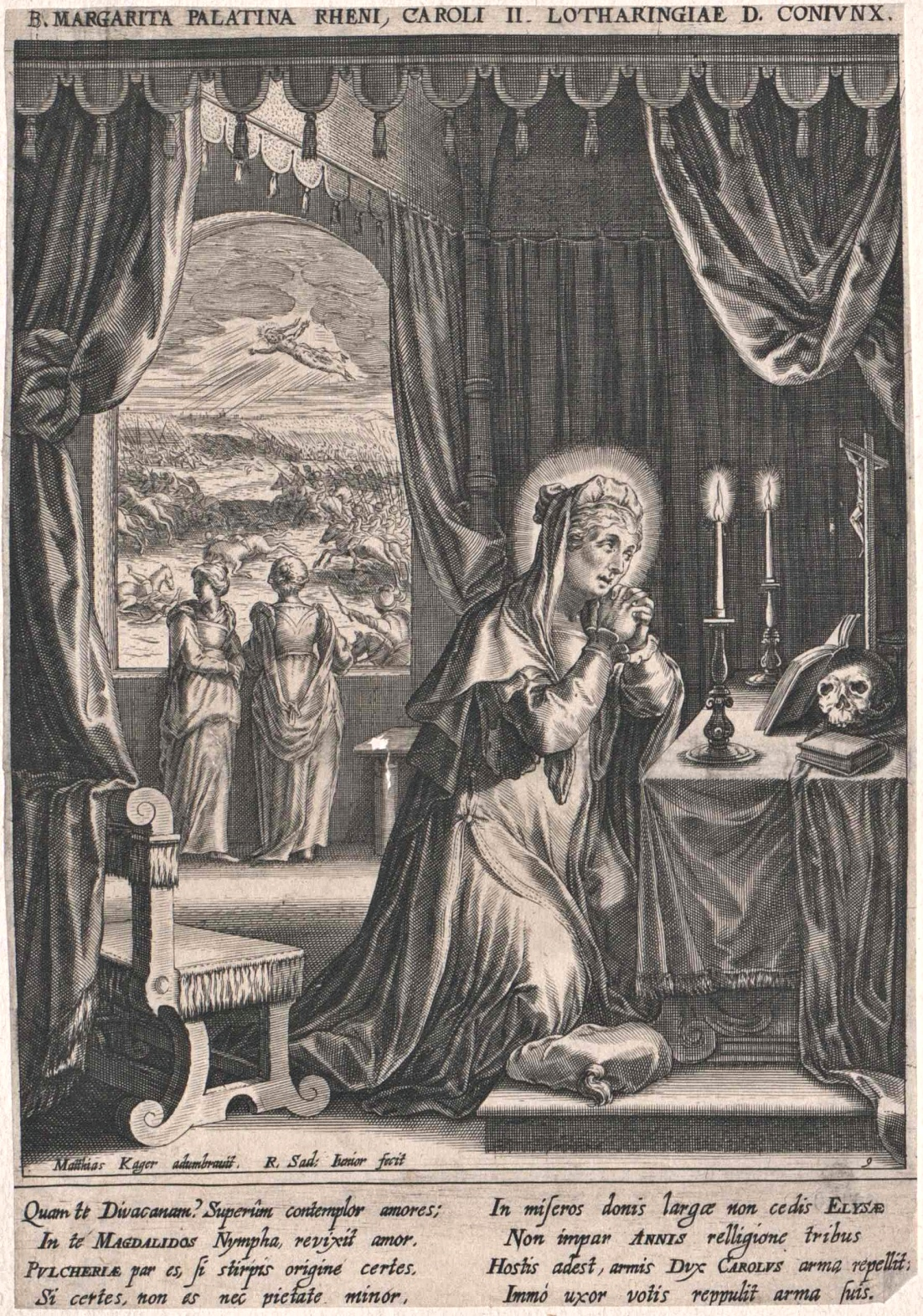
Sa tante Marguerite de Palatinat, duchesse consort de Lorraine
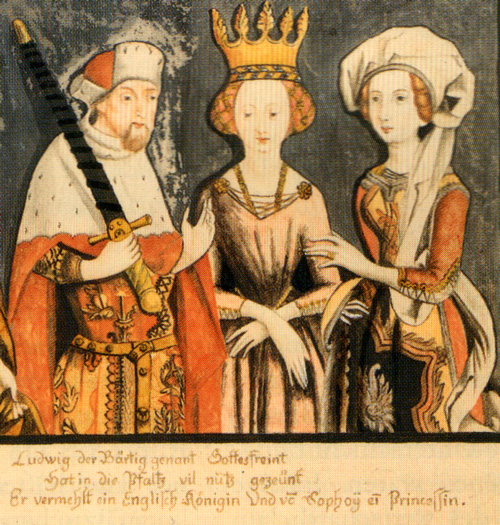
Sa tante par mariage, Blanche de Lancaster, princesse d'Angleterre
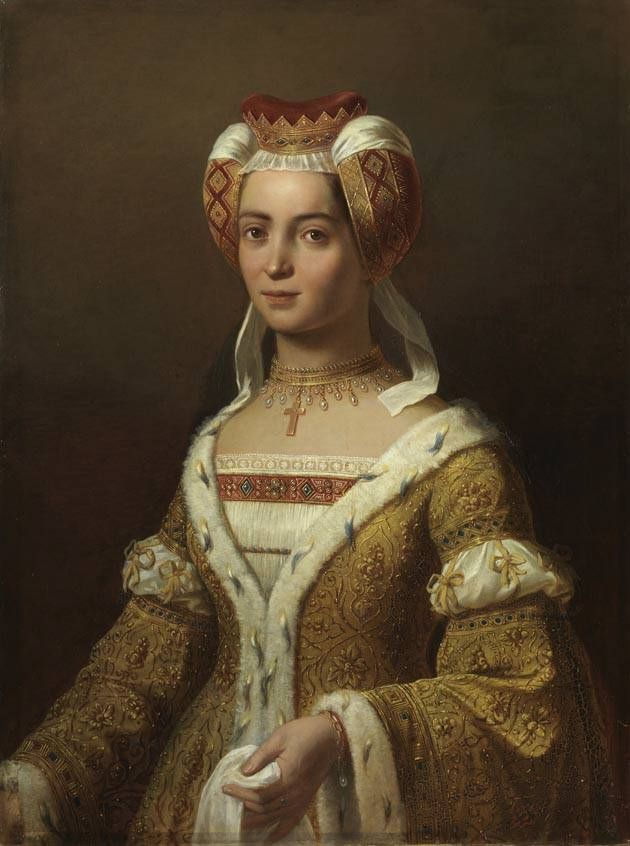
Sa tante par mariage, Anne de Veldenz
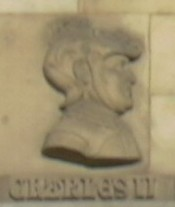
Son oncle par mariage Charles II, duc de Lorraine
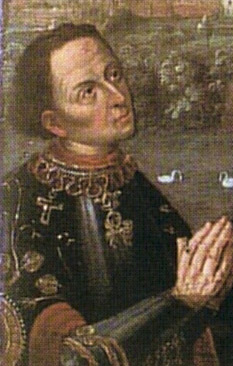
Son oncle par mariage Adolphe Ier, duc de Clèves
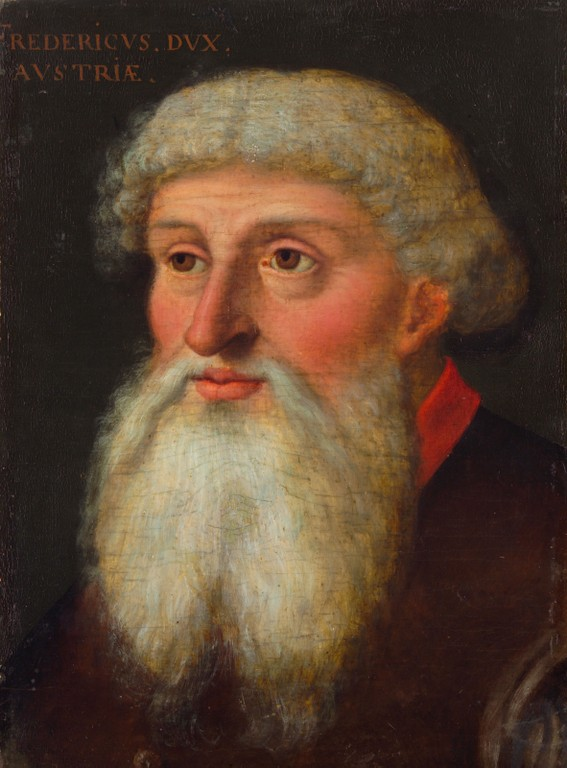
Son oncle par mariage, Frédéric IV d'Autriche, comte de Tyrol
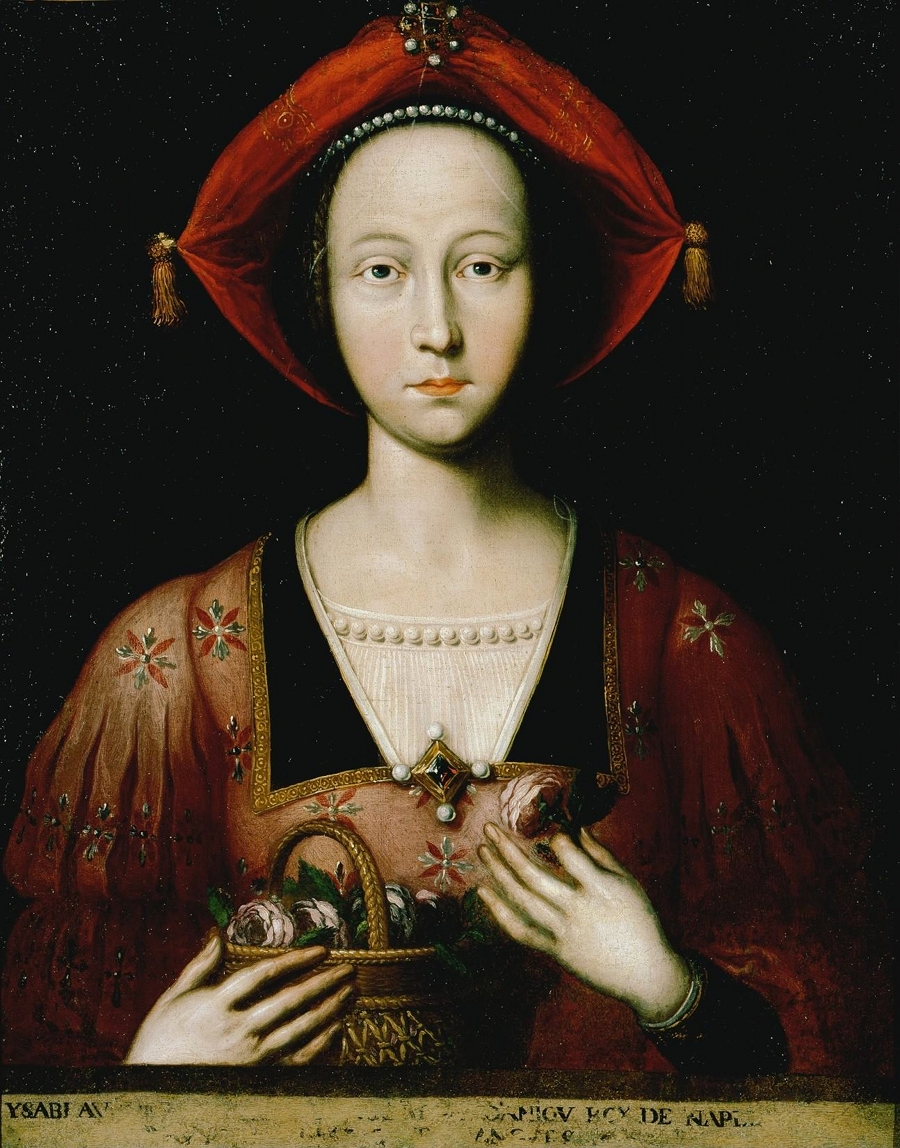
Sa cousine, Isabelle de Lorraine, duchesse de Lorraine, reine consort de Naples et de Jérusalem
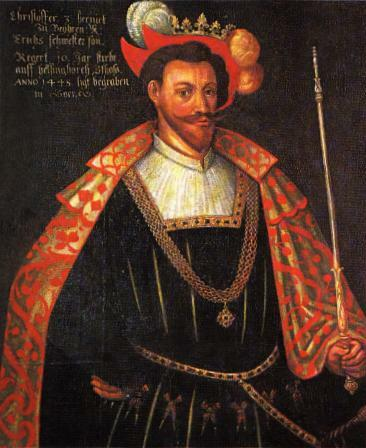
Son cousin Christophe de Bavière, Roi de Suède
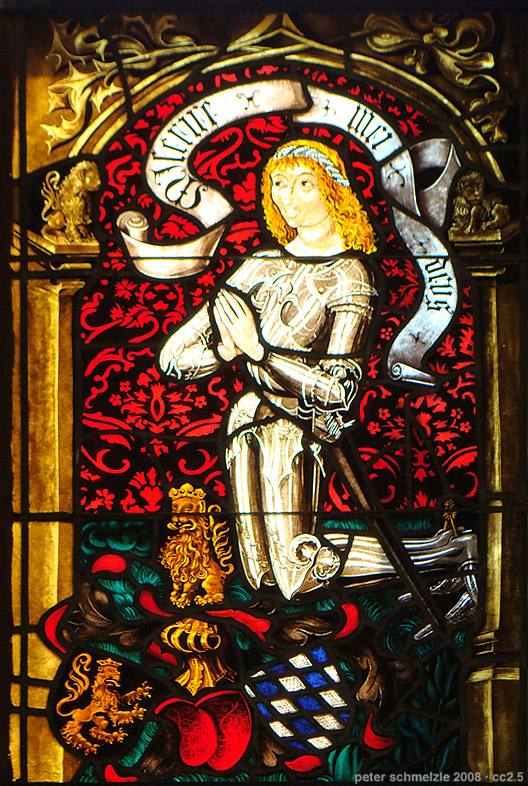
Son petit-cousin  Philippe Ier du Palatinat, comte palatin

## Son épiscopat

### Du canonicat à l'entrée solennelle à Strasbourg
Robert devint chanoine du chapitre cathédral de Strasbourg en 1431 avec l’autorisation du pape Eugène IV puisqu’il avait 15 ans. Lorsque son prédécesseur se retira pour lui céder son mandat, Robert n’avait que 23 ans et n’était pas encore prêtre.

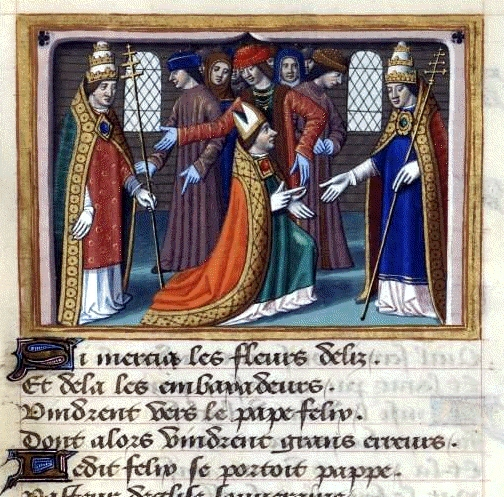
Antipape Félix V faisant allégeance à Nicolas V

Élu en 1439, il attendra un an pour être confirmé par la bulle du 17 août 1440 de l’antipape Félix V, Amédée VIII de Savoie, pendant que la ville de Strasbourg et les clercs attendirent qu’il fit à Haguenau le 12 novembre 1440 le  serment de respecter les statuts de l’évêché et les conventions passées par ses prédécesseurs avec la ville.
La confirmation papale pour la consécration épiscopale de Robert ne fut accordée par le nouveau pape légitime, Nicolas V, que le 18 février 1449. Le sacre eut lieu dans la cathédrale de Mayence car l'évêché strasbourgeois est suffragant de l'archevêché mayençais. La cérémonie du sacre et de l'entrée solennelle se renouvelait à chaque vacance du siège épiscopal. Rares sont les évêques qui firent exception à la consécration dans la cathédrale de Mayence ; avant Guillaume de Hohnstein, on a des récits sur le sacre de Henri II de Veringen en 1207 et de Frédéric de Lichtenberg, élu le 1er octobre 1299. Des doutes subsistent encore sur le sacre de Gauthier de Geroldseck à Strasbourg.
L’entrée solennelle de l’évêque Robert dans la ville de Strasbourg pour la prise de possession de la cathédrale se fit en présence de son père Étienne de Bavière, de son frère Louis, comte palatin, et de 26 autres comtes suivis de 800 cavaliers.

### Conflits régionaux et internationaux sur le sol alsacien
Robert commença son épiscopat à une époque où les Armagnacs ravageaient les campagnes alsaciennes en 1439. Le chef du temporel évêchois dut malgré son jeune âge intervenir militairement pour protéger ses sujets. Les conflits armés se poursuivirent ensuite avec la campagne du dauphin de France, Louis XI, que Sigismond d'Autriche avait appelé à l'aide pour mater une rébellion suisse. Louis XI pénétra en Haute-Alsace en 1444 avec 50 000 hommes, puis une fois son contrat honoré, il décida de se diriger vers Strasbourg pour s'en emparer. Ses troupes occupèrent Markolsheim, puis Dambach. Blessé au genou par une flèche, le dauphin se rendit dans la capitale de l'Autriche antérieure, Ensisheim, pour s'y faire soigner. C'est là qu'il reçut la visite de l'ancien évêque de Strasbourg Konrad de Bussnang. Les troupes françaises prirent leur quartier d'hiver avec tout ce que cela implique en réquisitions et razzias dans les campagnes environnantes à cette époque, et contre toute attente, elles quittèrent l'Alsace en avril 1445.
La population rurale et paysanne connut néanmoins une période difficile au XVe siècle car les nombreux seigneurs et magistrats des villes libres en Alsace étaient fréquemment en guerre comme en 1466 entre le bailliage de Basse-Alsace d'Haguenau et les villes de Kaysersberg, Turckheim et Munster.
Les caisses de l'évêché étaient vides, les restrictions demandées à l'administration épiscopale se multiplièrent et l'évêque mena un train de vie plus modeste. Les premiers prédicateurs condamnant les excès du clergé et la misère du peuple commençaient à se faire entendre dans tout l'empire ; Friedrich Reiser, un hussite, prêcha à Strasbourg, mais fut arrêté par le Magistrat. Comme il refusait de se rétracter, il fut brûlé sur le bûcher monté sur la Place Broglie en 1458.

### Apostolat et vie pastorale
Il y eut un litige entre la ville, les prêtres séculiers et les réguliers (chanoines réguliers,religieux et moines). On reprochait aux religieux d'inhumer leurs défunts frères dans l'église ou la chapelle de leur couvent, surtout ceux qui financièrement avaient été de généreux bienfaiteurs dudit couvent. Les curés séculiers réclamaient le droit et l'obligation de présider l'office funéraire et d'en percevoir l'offrande correspondante. Le curé de la cathédrale, Jean Creutzer, originaire de Guebwiller, était à la tête des prêtres séculiers, soutenus par l'évêque Robert. En 1457, il partit à Rome pour défendre sa cause avec le représentant des réguliers, Burkhardt von Müllenheim, soutenu par la ville de Strasbourg. Le pape trancha en faveur des réguliers qui avaient le droit d'enterrer les frères dans l'église conventuelle quand ceux-ci ont été des grands donateurs pour la communauté.
Le 4 août 1466, Creutzer qui avait tant lutté contre les réguliers entra lui-même dans les ordres, et notamment l'ordre des dominicains à Guebwiller, son village natal. Il fit don de toute sa fortune au couvent de Engelspforte, et devint le prédicateur de la cathédrale de Bâle, probablement celle aussi de Colmar, où il mourut comme prieur.
Sous l'administration de l'évêque Robert, l'un des faits les plus marquants fut la création d'une place de prédicateur de la cathédrale de Strasbourg le 1er avril 1478. L'évêque Robert attribua la prébende du grand cœur, nommé prébende du chapelain  épiscopal, à l'entretien du prédicateur parce que l'évêque  avait le droit d'attribuer cette prébende  à qui  bon lui semble. De même, il décréta que les chanoines devaient fournir et  aménager pour le prédicateur un logement non loin de la cathédrale. Le décanat  de la cathédrale devait, après avoir consulté le chapitre, proposer à l'évêque  le candidat pour ce poste de prédicateur après une période d'essai de deux mois.
Il fit remarquer en outre que pour ce poste, il ne fallait accepter aucune personne qui ne serait pas docteur ou licencié des écritures saintes ; il ne devrait pas être absent de la ville plus longtemps que quatre semaines, et en cas d'absence ou de maladie prolongée, ne jamais être remplacé par un moine, mais par un prêtre séculier. Le premier qui fut nommé à ce poste important par l'intermédiaire de l'ammestre élu en 1476, Pierre Schott, fut docteur Jean Geiler de Kaysersberg. Né à Schaffhouse en Suisse le 16 mars 1445 de Jean Geiler et d'Anne Zuber, il obtint le surnom de Kaysersberg parce qu'il fut éduqué et grandit dans cette ville d'empire chez l'un de ses aïeuls à la suite du décès de son père, greffier auxiliaire de Schaffhouse, muté comme greffier ou notaire à Ammerschwihr en Alsace où il fut mortellement agressé par un ours pendant une chasse. Après avoir été recteur de l'université de Fribourg, de 1476 à 1477, et prédicateur de la cathédrale de l'évêché de Wurtzbourg de 1477 à 1479, il fut installé  comme prédicateur titulaire de la cathédrale de Strasbourg le 7 juillet 1479 par l'écolâtre  de l'évêché, le comte Henri de Hennenberg. Il sera l'âme de la vie et l'activité apostolique de l'évêché et bien au-delà, n'hésitant pas à pourfendre les  écarts et abus des autorités religieuses et civiles, comme les vices du peuple. Il mourut d'un œdème  le 10 mars 1510 et fut inhumé dans la crypte devant la chaire.

### Épitaphe de Robert dans l'église collégiale de Saverne

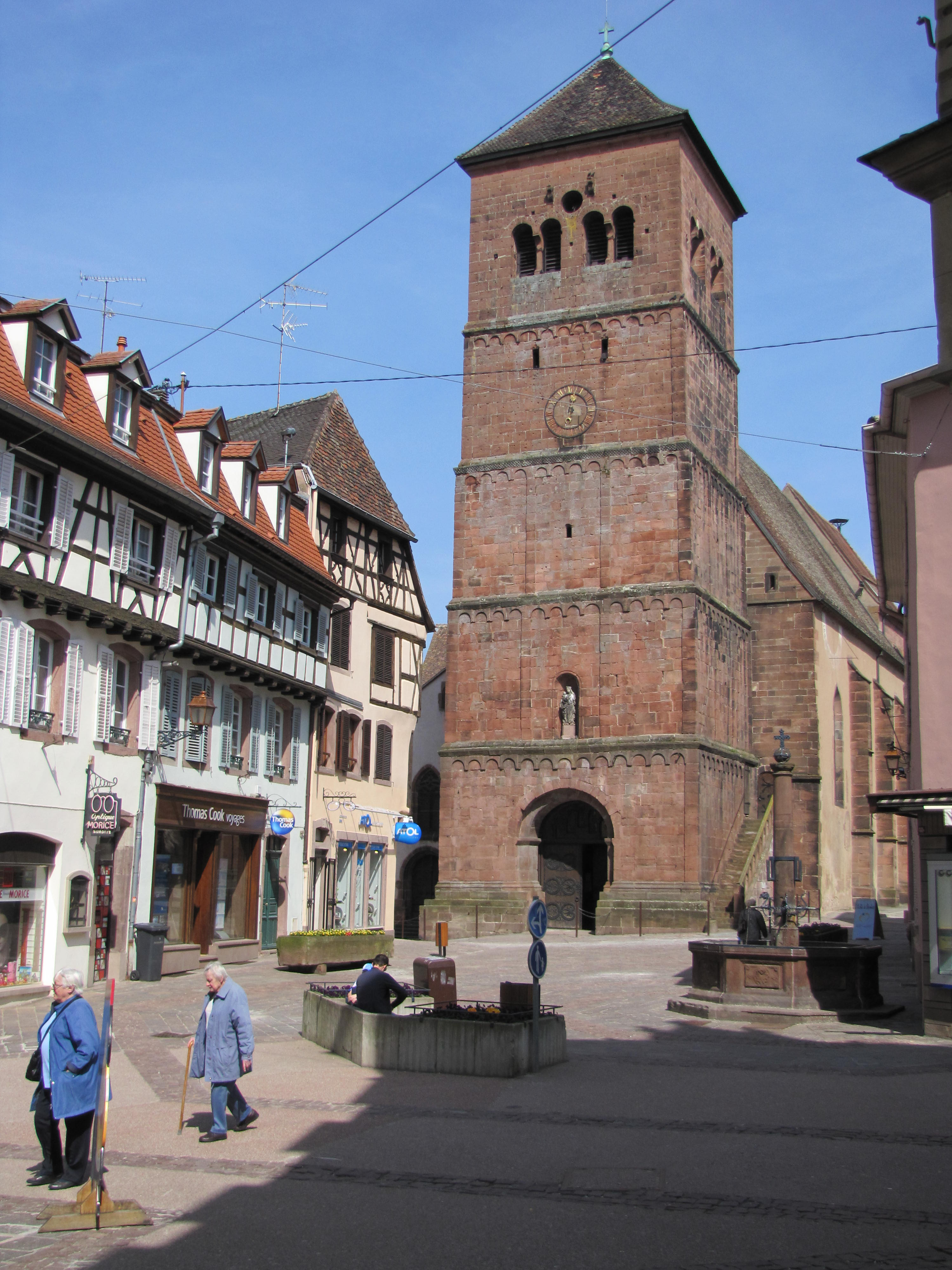
Église Notre-Dame-de-la-Nativité, Saverne, Bas-Rhin

Dans le chœur, à gauche de l'autel de l'église collégiale de Saverne, aujourd'hui Église Notre-Dame-de-la-Nativité on lit le texte suivant:
« Hic jacet R. in Christo Pater et Dns Rupertus, illustris dux Bavariæ ac Comes Pal. Rn. Insignis Ecclesiæ Argentinensis  Episcop. Alsatiæque Landtgravius. Qui anno Domini MCCCCLXXVIII D. XVII Octob. Christianissime obiit in Domino. Pon,tificatus sui Anno XXXVIII. »